# Antonio Sancho Dávila de Toledo y Colonna
Antonio Sancho Dávila de Toledo y Colonna (* 15. Januar 1590 in Madrid; † 25. August 1666 ebendort) war ein spanischer General, Politiker und III. Marquis von Velada.

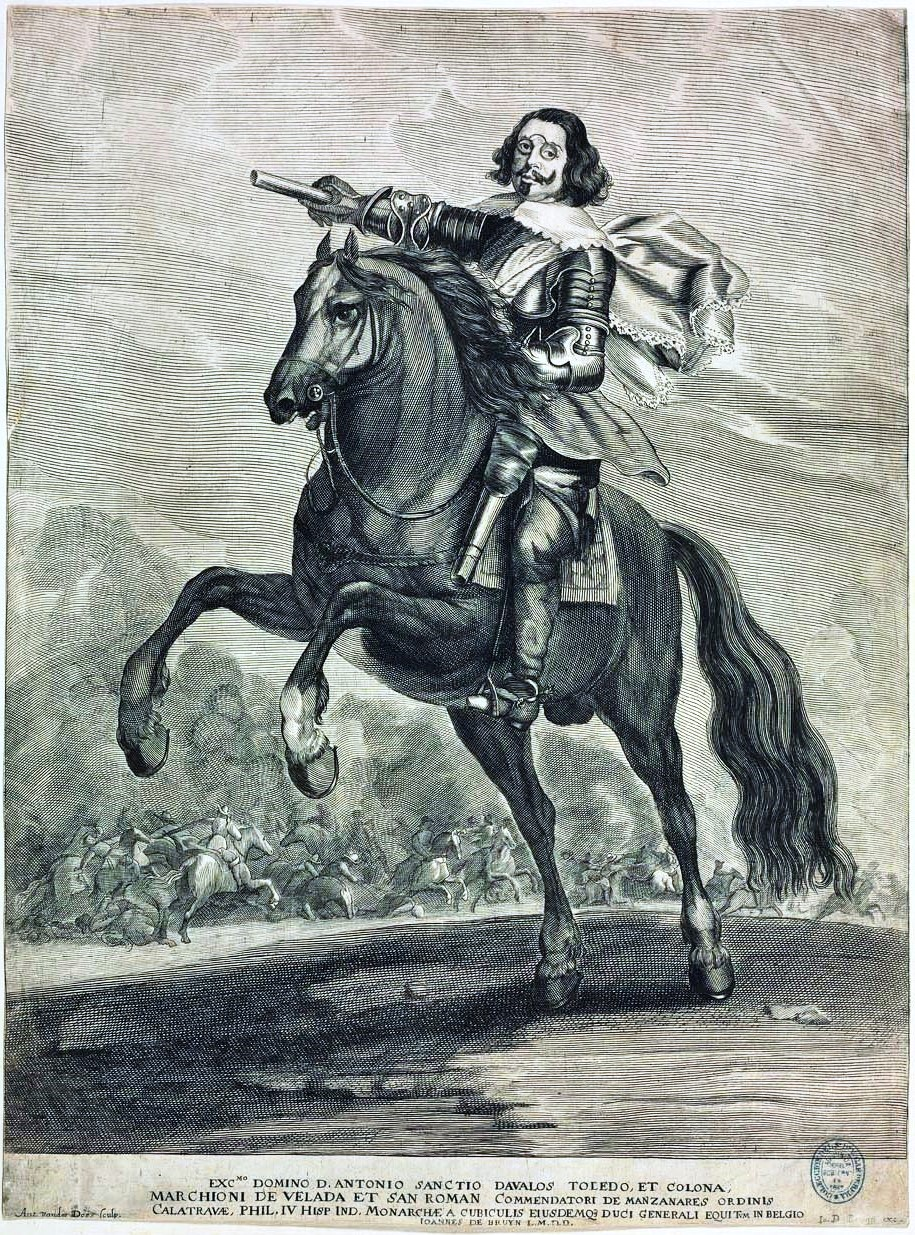
Antonio Sancho Dávila de Toledo

## Leben

### Kindheit und Jugend
Antonio Sancho war der einzige Sohn von Don Gómez Dávila y Toledo, II. Marchese von Velada, und seiner Frau Ana de Toledo y Colonna. Seine Taufpaten waren Prinz Philipp von Spanien, das Mündel seines Vaters, und seine Tante Vittoria Colonna, Gräfin von Belgar. Als Jugendlicher wurde er am spanischen Hof als Page der Königin Margarete von Österreich eingesetzt und wurde später Kammerherr von Philipp IV.
Aufgrund seiner Heirat mit der Adeligen Constanza Osorio verlieh ihm Philipp III. im Jahr 1614 die Markgrafschaft von San Román. 1616 erhielt er den Habit des Ordens von Calatrava, dessen Kommandeur von Manzanares er war.

### Dienst in Afrika
1625 wurde er als Gouverneur und Kommandant der Festungen von Oran, Mers-el-Kébir und Tlemcen nach Nordafrika entsandt, wo er bis 1628 blieb. Im darauffolgenden Jahr sollte er an die Spitze einer spanischen Flotte das Fort São Jorge da Mina in Guinea zurückerobern. Diese Expedition brachte nicht den erhofften Erfolg. Später, im Rang eines Generalhauptmannes zur See und zu Lande, wurde er mit der Führung eines Heeres beauftragt, mit dem er die Holländer von der brasilianischen Küste vertreiben sollte, doch während der Vorbereitungen zu dieser Expedition wurde er anstelle des Grafen von Fuentes nach Portugal abkommandiert.

### Krieg in Flandern
Im Jahr 1636 wurde er in die Spanischen Niederlande entsandt, die zu dieser Zeit in den Flandernkrieg verwickelt waren. Friedrich Heinrich von Oranien bemühte sich die Unabhängigkeit des Landes gegen den Willen des spanischen Statthalters Ferdinand von Spanien zu erlangen. Als Maestre de campo des Gouverneurs nahm Dávila an zahlreichen Schlachten in der Region teil.
Nachdem er sich mit dem bolognesischen Anführer Virgilio Malvezzi zusammengetan hatte, wurde er 1640 anstelle von Alonso de Cárdenas als außerordentlicher Botschafter nach London entsandt, mit dem Auftrag, ein Bündnis mit Karl I. von England zu schließen. Die Spanier wollten eine Allianz zwischen England, Frankreich und den Vereinigten Provinzen verhindern und auch die Heirat zwischen Wilhelm II. von Oranien und Maria Enrichetta Stuart behindern. Die diplomatische Mission scheiterte und Dávila kehrte bereits im März 1641 in die Niederlande zurück, wo er später als Kavalleriegeneral an der Schlacht bei Honnecourt teilnahm.

### Gouverneur von Mailand

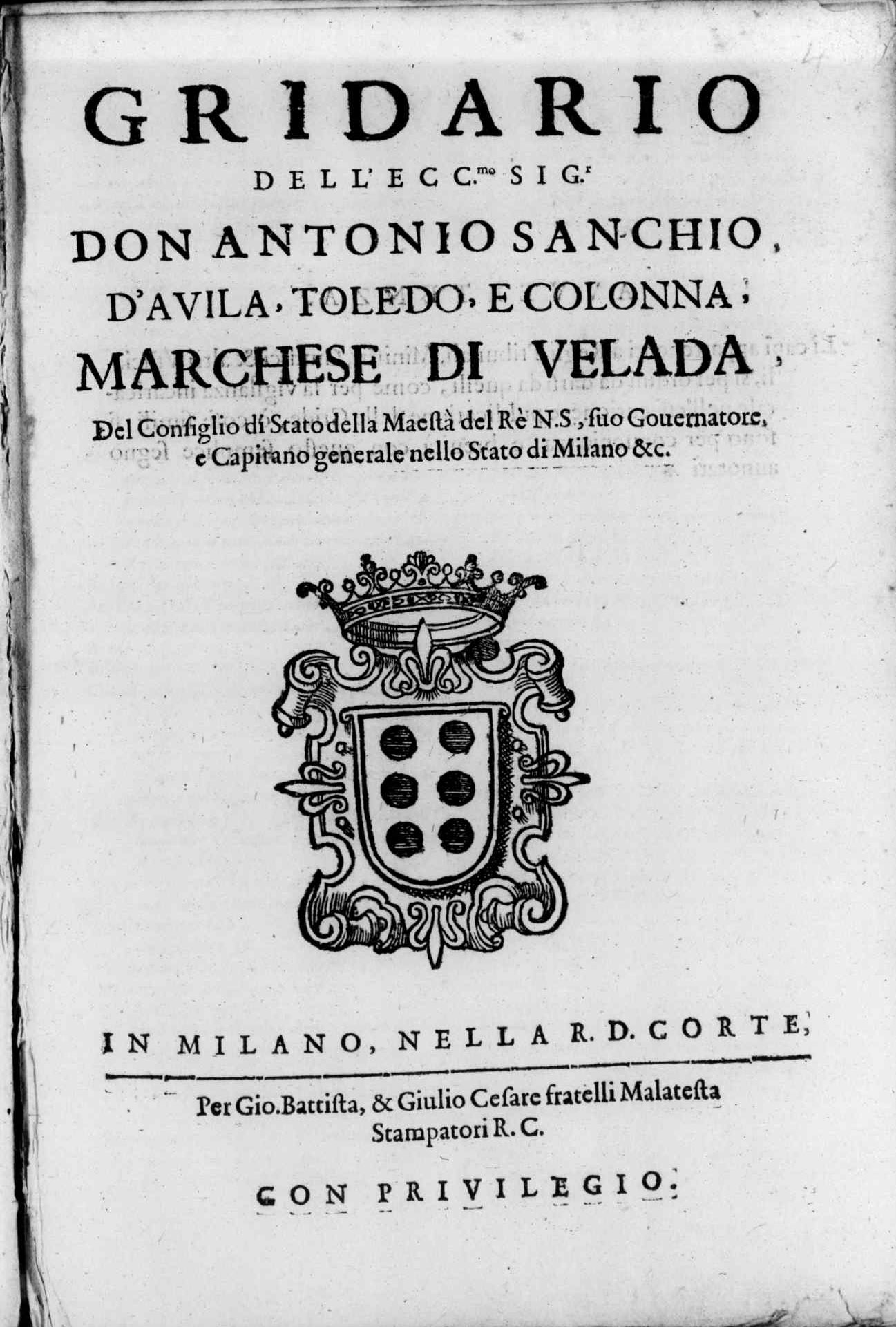
Gridario des vorzüglichsten Don Antonio Sanchio von Avila, Toledo und Colonna, Marquis von Velada, 1646

Im Jahr 1643 wurde er zum Gouverneur des Herzogtums Mailand ernannt und musste die Grenzen des spanischen Herrschaftsgebiets in Italien gegen die Angriffe von Thomas Franz von Savoyen und seinem Bruder Moritz, Verbündete der Franzosen, verteidigen.

### Rückkehr nach Spanien
Im Jahr 1646 gab Dávila die Regierung in Mailand auf und kehrte nach Spanien zurück, wo er ab dem folgenden Jahr Staatsrat von Philipp IV. wurde. Im Dezember 1653 wurde er während der Abwesenheit des Amtsinhabers Gaspar de Bracamonte y Guzmán für kurze Zeit zum Präsidenten des Consejo de las Órdenes ernannt und anschließend zum Präsidenten des Consejo Supremo de Italia und des Consejo de Flandes.
Er starb am 25. August 1666 in Madrid. 

### Ehe und Kinder
Aus seiner Ehe mit Constanza Osorio im Jahr 1614 gingen vier Kinder hervor:
- Antonio Pedro Sancho
- Bernardino
- Fernando
- Anna

### Ehrungen
Orden von Calatrava

## Werke
- Gridario dell'eccellentissimo signor don Antonio Sanchio, d'Avila, Toledo, e Colonna, marchese di Velada. Giovanni Battista Malatesta & Giulio Cesare Malatesta, Mailand 1646 (italienisch, beic.it).